# Ему
Ему (лат. Dromaius novaehollandiae) друга је по величини савремена птица, једини живи представник рода Dromaius. Она је ендемска у Аустралији где је највећа домаћа птица. Распон емуа покрива већи део копнене Аустралије, док су подврсте Тасманије, острва Кенгур и острва Кинг нестале након европског насељавања Аустралије 1788.

## Таксономија

### Историја
Европљани су први пут пријавили да су емуи виђени када су истраживачи посетили западну обалу Аустралије 1696. То је било током експедиције коју је водио холандски капетан Вилем де Вламинг који је трагао за преживелима брода који је нестао две године раније. Птице су биле познате на источној обали пре 1788. године, када су се тамо населили први Европљани. Птице су се првобитно помињале под именом „казуар Нове Холандије“ у Артур Филиповом Путовању до Ботаничког залива, објављеном 1789.
Ову врсту је назвао орнитолог Џон Латам 1790. године на основу примерка из аустралијске области Сиднеј, земље која је у то време била позната као Нова Холандија. Он је сарађивао на Филиповој књизи и дао прве описе и имена за многе аустралијске врсте птица; Dromaius потиче од грчке речи која значи „тркач”, а novaehollandiae је латински израз за Нову Холандију, те се име може превести као „брзоноги новохоланђанин”. У свом оригиналном опису емуа из 1816. године, француски орнитолог Луис Жан Пјер Виејо користио је два генеричка имена, прво Dromiceius, а касније Dromaius. Избор имена је од тада била спорна тачка; ово друго је правилније формирано, али конвенција у таксономији гласи да прво име дато организму стоји, осим ако се ради о очито типографској грешци. Већина модерних публикација, укључујући оне аустралијске владе, користе Dromaius, при чему се Dromiceius помиње као алтернативни правопис.

### Систематика
Ему је дуго био класификована, са најближим рођацима казуарима, у породици Casuariidae, део ратитног реда Struthioniformes. Алтернативну класификацију су 2014. године предложили Мичел et al, На основу анализе митохондријске ДНК. Ово раздваја Casuariidae у њихов властити ред, Casuariformes, и укључује само казуаре из породице Casuariidae, стављајући емуе у сопствену породицу, Dromaiidae. Кладограм који је приказан испод је проитекао из њихове студије.
|  | †Aepyornithidae (слоновске птице) |
|  |                                   |
|  | Apterygidae (киви)                |
|  |                                   |

|  | Dromaiidae (ему)     |
|  |                      |
|  | Casuariidae (казуар) |
|  |                      |

|  | †Aepyornithidae (слоновске птице) |
|  |                                   |
|  | Apterygidae (киви)                |
|  |                                   |

|  | Dromaiidae (ему)     |
|  |                      |
|  | Casuariidae (казуар) |
|  |                      |

|  | †Dinornithiformes (моа) |
|  |                         |
|  | Tinamidae (тинамуи)     |
|  |                         |

|  | †Aepyornithidae (слоновске птице) |
|  |                                   |
|  | Apterygidae (киви)                |
|  |                                   |

|  | Dromaiidae (ему)     |
|  |                      |
|  | Casuariidae (казуар) |
|  |                      |

|  | †Aepyornithidae (слоновске птице) |
|  |                                   |
|  | Apterygidae (киви)                |
|  |                                   |

|  | Dromaiidae (ему)     |
|  |                      |
|  | Casuariidae (казуар) |
|  |                      |

|  | †Dinornithiformes (моа) |
|  |                         |
|  | Tinamidae (тинамуи)     |
|  |                         |

|  | †Aepyornithidae (слоновске птице) |
|  |                                   |
|  | Apterygidae (киви)                |
|  |                                   |

|  | Dromaiidae (ему)     |
|  |                      |
|  | Casuariidae (казуар) |
|  |                      |

|  | †Aepyornithidae (слоновске птице) |
|  |                                   |
|  | Apterygidae (киви)                |
|  |                                   |

|  | Dromaiidae (ему)     |
|  |                      |
|  | Casuariidae (казуар) |
|  |                      |

|  | †Dinornithiformes (моа) |
|  |                         |
|  | Tinamidae (тинамуи)     |
|  |                         |

|  | †Aepyornithidae (слоновске птице) |
|  |                                   |
|  | Apterygidae (киви)                |
|  |                                   |

|  | Dromaiidae (ему)     |
|  |                      |
|  | Casuariidae (казуар) |
|  |                      |

|  | †Aepyornithidae (слоновске птице) |
|  |                                   |
|  | Apterygidae (киви)                |
|  |                                   |

|  | Dromaiidae (ему)     |
|  |                      |
|  | Casuariidae (казуар) |
|  |                      |

|  | †Dinornithiformes (моа) |
|  |                         |
|  | Tinamidae (тинамуи)     |
|  |                         |

|  | †Aepyornithidae (слоновске птице) |
|  |                                   |
|  | Apterygidae (киви)                |
|  |                                   |

|  | Dromaiidae (ему)     |
|  |                      |
|  | Casuariidae (казуар) |
|  |                      |

|  | †Aepyornithidae (слоновске птице) |
|  |                                   |
|  | Apterygidae (киви)                |
|  |                                   |

|  | Dromaiidae (ему)     |
|  |                      |
|  | Casuariidae (казуар) |
|  |                      |

|  | †Dinornithiformes (моа) |
|  |                         |
|  | Tinamidae (тинамуи)     |
|  |                         |

|  | †Aepyornithidae (слоновске птице) |
|  |                                   |
|  | Apterygidae (киви)                |
|  |                                   |

|  | Dromaiidae (ему)     |
|  |                      |
|  | Casuariidae (казуар) |
|  |                      |

|  | †Aepyornithidae (слоновске птице) |
|  |                                   |
|  | Apterygidae (киви)                |
|  |                                   |

|  | Dromaiidae (ему)     |
|  |                      |
|  | Casuariidae (казуар) |
|  |                      |

|  | †Dinornithiformes (моа) |
|  |                         |
|  | Tinamidae (тинамуи)     |
|  |                         |

|  | †Aepyornithidae (слоновске птице) |
|  |                                   |
|  | Apterygidae (киви)                |
|  |                                   |

|  | Dromaiidae (ему)     |
|  |                      |
|  | Casuariidae (казуар) |
|  |                      |

|  | †Aepyornithidae (слоновске птице) |
|  |                                   |
|  | Apterygidae (киви)                |
|  |                                   |

|  | Dromaiidae (ему)     |
|  |                      |
|  | Casuariidae (казуар) |
|  |                      |

|  | †Dinornithiformes (моа) |
|  |                         |
|  | Tinamidae (тинамуи)     |
|  |                         |

|  | †Aepyornithidae (слоновске птице) |
|  |                                   |
|  | Apterygidae (киви)                |
|  |                                   |

|  | Dromaiidae (ему)     |
|  |                      |
|  | Casuariidae (казуар) |
|  |                      |

|  | †Aepyornithidae (слоновске птице) |
|  |                                   |
|  | Apterygidae (киви)                |
|  |                                   |

|  | Dromaiidae (ему)     |
|  |                      |
|  | Casuariidae (казуар) |
|  |                      |

|  | †Dinornithiformes (моа) |
|  |                         |
|  | Tinamidae (тинамуи)     |
|  |                         |

Две различите Dromaius врсте биле су присутне у Аустралији у време европског насељавања, и једна додатна врста позната је из фосилних остатака. Острвски патуљасти емуи, D. n. baudinianus и D. n. minor, првобитно присутни на острву Кенгур и острву Кинг, оба су изумрла убрзо након приспећа Европљана. D. n. diemenensis, још један изоловани патуљасти ему из Тасманије, изумро је око 1865. Континетална подврста, D. n. novaehollandiae, остаје широко заступљена. Популација ових птица варира од деценије до деценије, и углавном зависи од падавина; 2009. године процењено је да је било између 630.000 и 725.000 птица. Емуи су уведени на острво Марија код Тасманије и острво Кенгур крај обале Јужне Аустралије, током 20. века. Популација острва Марија је изумрла средином 1990-их. Птице са острва Кенгур успешно су успоставиле гнездећу популацију.
Године 1912. аустралијски орнитолог Грегори М. Матјус препознао је три живе подврсте емуа, D. n. novaehollandiae (Latham, 1790),  (Mathews, 1912) и D. n. rothschildi (Mathews, 1912). Приручник птичијег света, међутим, тврди да су последње две од ових подврста неважеће; природне варијације у боји перја и номадска природа врсте чине вероватним постојање једне пасмине у континенталног Аустралији. Испитивање ДНК узорака емуа са острва Кинг показује да је ова птица блиско повезана са емуом са копна и да је стога најбоље да се третира као подврста.

## Опис
Ему је највиша птица у Аустралији која не лети. Може да нарасте чак до 2 метра. Врат и ноге су дуги, а крила кратка, само 20 центиметара дуга. Имају двоструко перје, а оба слоја су исте дужине. Након митарења су ове птице тамне, али како пигменти који дају смеђу боју бледе на сунцу, постају светлије. Младунци имају издужене смеђе, крем и црне шаре које им служе да се прикрију у грмљу и у трави. 
Женка полаже 9−20 јаја у априлу, мају и јуну. Тек снесена јаја су тамнозелена. Међутим, током инкубације тамне и постану скоро црна. Мужјак гради гнездо, седи на јајима и подиже младунце. 
Некада је постојало више врста емуа, али их је човек истребио.

## Распрострањеност
Ему насељава Аустралију. Живе у пустињама, равницама и шумама. 

## Исхрана
Хране се опортунистички, биљкама и инсектима. 
Често долазе у поља житарица и у изворе у пустињи, па их многи фармери сматрају штеточинама.